# Souvignargues
Souvignargues é uma comuna francesa na região administrativa de Occitânia, no departamento de Gard. Estende-se por uma área de 11,09 km². Em 2010 a comuna tinha 891 habitantes (densidade: 80,3 hab./km²).